# Friedelehe
Il Friedelehe (letteralmente "matrimonio di pace"), chiamata anche Friedelschaft (dal medio alto tedesco friudiea, "amata"), è il nome di una presunta forma di matrimonio nell'Alto Medioevo, che fu introdotta nella storiografia dallo storico di diritto tedesco Herbert Meyer negli anni '20, ma la cui effettiva l'esistenza è attualmente contestata.
Secondo Meyer, i Friedelehe erano caratterizzati dalla volontarietà di entrambi i coniugi, dal mancato trasferimento della tutela sulla moglie e dall'assenza di relazioni tra le due famiglie.
Le forme di matrimonio dell'Alto Medioevo invece confermate e provate sono la Muntehe, il Kebsehe e il matrimonio di rapina o rapimento (Brautraub).

## IlFriedelehedi Meyer
Secondo Herbert Meyer, le caratteristiche che definiscono un Friedelehe sono:
- Il Friedelehe veniva solitamente concluso tra persone di classi diverse, la moglie veniva quasi sempre da una classe inferiore.
- Il matrimonio era basato su un accordo di volontà tra un uomo e una donna: quindi entrambi volevano sposarsi.
- Un Friedelehe avveniva unicamente attraverso il ritorno pubblico della sposa e la prima notte di nozze; inoltre, la sposa riceveva il Morgengabe.
- A differenza del Muntehe, al marito non era riceveva la tutela (munt) sulla moglie dal padre della sposa; spesso non c'erano rapporti con la famiglia di questa.
- La moglie, come il marito, aveva il diritto di chiedere il divorzio.
- I figli frutto di un Friedelehe non erano soggetti al potere del padre, ma solo al potere della madre.
- I figli nati da un Friedelehe avevano inizialmente pieno diritto all'eredità; tuttavia, con la crescente influenza della chiesa, la loro posizione si indebolì sempre di più.
- I Friedelehe resero possibile la poliginia (forma di poligamia).
- Muntehe e Friedelschaft potevano coesistere (soprattutto nella nobiltà), e in seguito fu considerata poligamia[1].
- Un Friedelehe potrebbe essere convertito in un Muntehe se il marito avesse successivamente fornito il prezzo della sposa.

Il Friedelehe fu considerato illegittimo dalla Chiesa cattolica nel IX secolo. Tuttavia, i resti di questa forma di matrimonio persistettero nell'era moderna sotto forma di matrimonio morganatico.

## Critica alla definizione di Meyer
Ricerche più recenti, ad esempio di Else Ebel, Karl Heidecker e Andrea Esmyol, portano le prove che il Friedelehe potrebbe essere solo un'invenzione storiografica che nasce da un'errata interpretazione delle fonti da parte di Herbert Meyer. In particolare, Andrea Esmyol ha confutato nel 2002 nella sua tesi di dottorato Geliebte oder Ehefrau? Konkubinen im frühen Mittelalter (Amante o la moglie? Concubine nell'Alto Medioevo) i presupposti di base della definizione di Meyer. Soprattutto, sorgono i seguenti punti critici:
- Dopo aver controllato le fonti in norreno usate da Meyer, Else Ebel non può confermare le sue conclusioni; in particolare critica i passaggi del testo fuori contesto e il cui significato è stato frainteso.
- Secondo Esmyol, le prove testuali usate da Meyer si riferiscono sia al Muntehen sia al concubinato, ma non consentono di trarre conclusioni sull'esistenza del Friedelehe come forma più libera di matrimonio.
- Le fonti utilizzate da Meyer provengono spesso da tempi in cui, cosa di cui era consapevole, il Friedelehe non esisteva più.

Il fatto che la teoria di Meyer sia comunque riuscita a sopravvivere alla ricerca per decenni è dovuto al suo specifico campo d'origine: da un lato, il periodo del XIX e dell'inizio del XX secolo era caratterizzato dalla ricerca di modelli storici di scelta più libera del partner; d'altra parte, il periodo del regime nazionalsocialista fece sì che la teoria di Meyer non fosse messa ulteriormente in discussione, in quanto corrispondeva troppo bene all'ideologia nazionalsocialista, che enfatizzava la sua eredità germanica.